# Музей природи Розточчя
Музе́й приро́ди Розто́ччя — природничий музей у Яворівському районі Львівської області, в смт Івано-Франкове. 
Адреса музею: смт Івано-Франкове, вул. Січових стрільців, 7. Музей працює з понеділка по п’ятницю: 09:00 — 19:00, субота і неділя: 10:00 — 13:00.
Музей створено для ознайомлення з флорою та фауною української частини Розточчя. Представлені колекції безхребетних і хребетних тварин, рідкісних та червонокнижних видів рослин і тварин. Експозиція ознайомлює з географією і геологією цього регіону, а також з діяльністю Природного заповідника «Розточчя», який розкинувся на північ від смт Івано-Франкове. Цінною в музеї є колекція метеликів і жуків Розточчя, яку зібрав ентомолог Р. Філик. Вона налічує понад 250 видів, 15 з яких занесені до Червоної книги.